# بالیناتس (کنگاژواتس)
بالیناتس (به صربی: Balinac) یک روستا در صربستان است که در Knjaževac واقع شده‌است. بالیناتس ۳۸ نفر جمعیت دارد.